# مارمولک خانگی مدیترانه‌ای
مارمولک خانگی مدیترانه‌ای (نام علمی: Hemidactylus turcicus)، که با نام‌های گکوی خانگی مدیترانه و گکوی ترکی نیز شناخته می‌شود، گونه‌ای پرجمعیت از مارمولک خانگی است که منشأ آن به منطقه مدیترانه می‌رسد و امروزه در بسیاری از مناطق جهان، از جمله آمریکای جنوبی، یافت می‌شود.
اندازه بدن این مارمولک تقریباً ۱۳ سانتی‌متر است و همانند جکوی ایرانی دارای برآمدگی‌های پشتی بزرگ و فراوان است. پشت بدن دارای زمینهٔ قهوه‌ای روشن یا تیره یا صورتی کمرنگ تا سفید است. این زمینه با نقطه‌های روشن‌تر و تیره‌تر قهوه‌ای یا صورتی و نیز برآمدگی‌های سفید پوشیده شده‌اند.
زیستگاه اصلی گکوهای خانگی جنوب اروپا است؛ با این حال امروزه در بسیاری دیگر نقاط جهان نیز پراکنده شده‌اند. آن‌ها را می‌توان در کشورهای جنوب این قاره از پرتغال تا یونان و ترکیه و نیز اسرائیل و مالت تا سوریه و مصر و الجزایر در شمال آفریقا یافت. همچنین، جنوب آسیا، آمریکای جنوبی، آمریکای مرکزی و ایالات متحده نیز زیستگاه کنونی این جانور شده‌اند. در ایران، این گکوها را می‌توان به تعداد زیاد بر روی درخت‌های انجیر معابد پیدا کرد.